# Конвей (округ, Арканзас)
Шаблон:StateAbbr_ 35°16′00″ пн. ш. 92°42′00″ зх. д. / 35.266666666667° пн. ш. 92.7° зх. д.
Округ Конвей (англ. Conway County) — округ (графство) у штаті Арканзас. Ідентифікатор округу 05029.

## Історія
Округ утворений 1825 року.

## Демографія
За даними перепису
2000 року
загальне населення округу становило 20336 осіб, зокрема міського населення було 5594, а сільського — 14742.
Серед мешканців округу чоловіків було 9873, а жінок — 10463. В окрузі було 7967 домогосподарств, 5733 родин, які мешкали в 9028 будинках.
Середній розмір родини становив 2,99.
Віковий розподіл населення поданий у таблиці:
| Стать    | До 15 років | 15-21 | 22-29 | 30-39 | 40-49 | 50-65 | 65-85 | Понад 85 |
| -------- | ----------- | ----- | ----- | ----- | ----- | ----- | ----- | -------- |
| Чоловіки | 2145        | 1016  | 905   | 1384  | 1391  | 1681  | 1239  | 112      |
| Жінки    | 2055        | 969   | 911   | 1412  | 1455  | 1732  | 1648  | 281      |

## Виноски
1. ↑  U.S. Decennial Census. United States Census Bureau. Архів оригіналу за 26 квітня 2015. Процитовано 25 серпня 2015.
2. ↑  Historical Census Browser. University of Virginia Library. Архів оригіналу за 11 серпня 2012. Процитовано 25 серпня 2015.
3. ↑  Forstall, Richard L., ред. (27 березня 1995). Population of Counties by Decennial Census: 1900 to 1990. United States Census Bureau. Архів оригіналу за 24 вересня 2015. Процитовано 25 серпня 2015.
4. ↑  Census 2000 PHC-T-4. Ranking Tables for Counties: 1990 and 2000 (PDF). United States Census Bureau. 2 квітня 2001. Архів оригіналу (PDF) за 18 грудня 2014. Процитовано 25 серпня 2015.
5. ↑  State & County QuickFacts. United States Census Bureau. Архів оригіналу за 9 липня 2011. Процитовано 20 травня 2014.(англ.) Наведено за англійською вікіпедією.
6. ↑  American FactFinder. Бюро перепису населення США. Архів оригіналу за 29 липня 2011. Процитовано 31 січня 2008.

| США | Це незавершена стаття з географії США. Ви можете допомогти проєкту, виправивши або дописавши її. |